# Pietro Vesconte

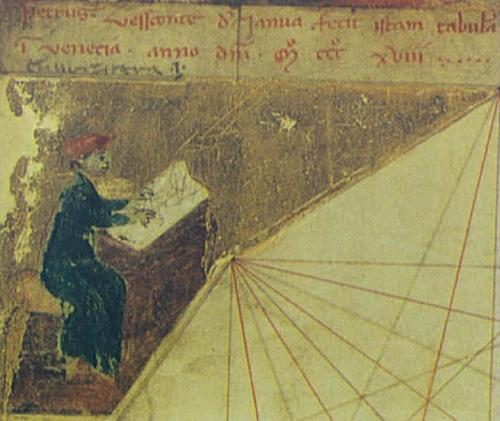
Pietro Vesconte, MS von 1318

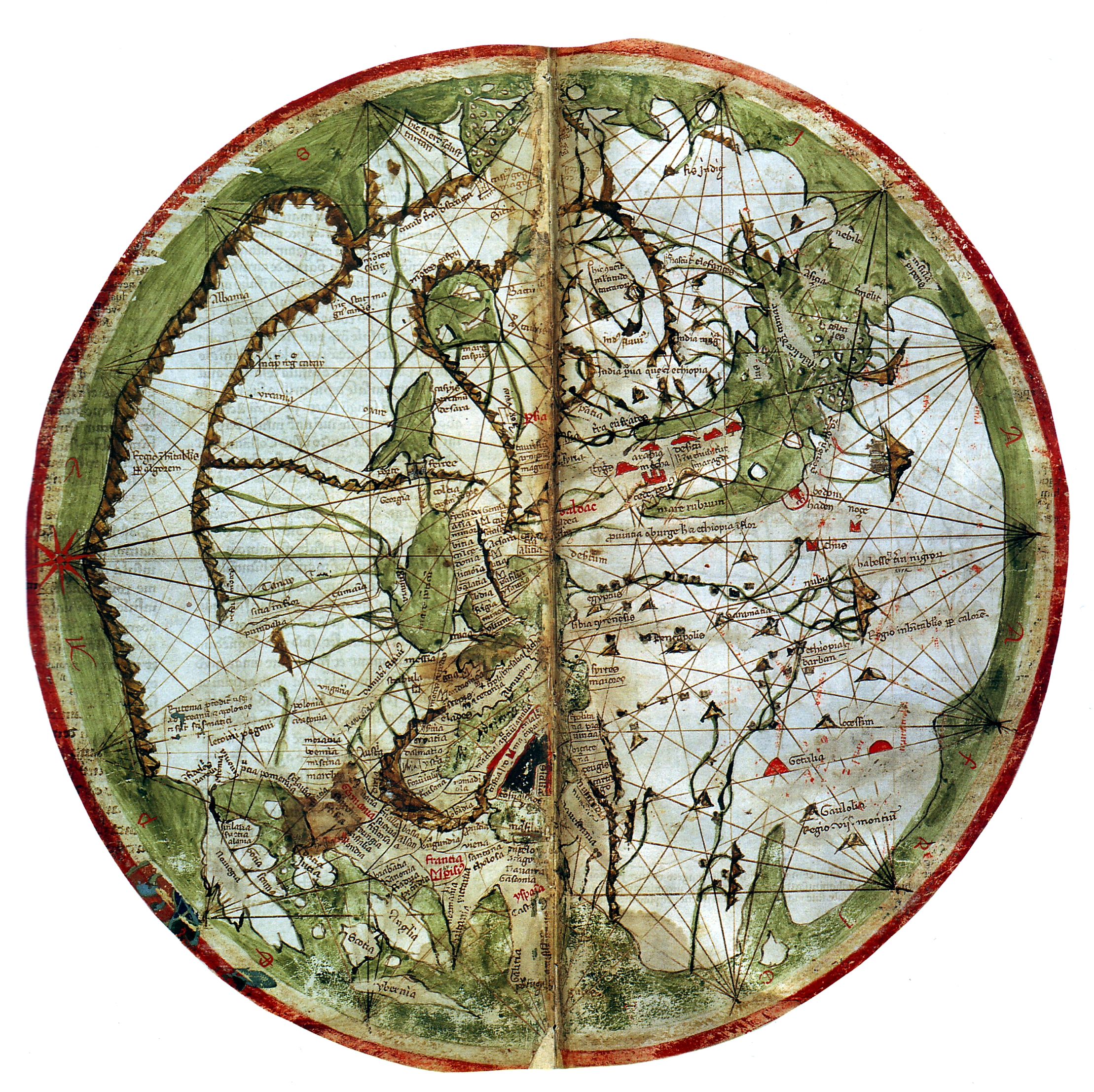
Pietro Vescontes Mappa Mundi aus Marino Sanudos Liber secretorum, Osten ist oben

Pietro Vesconte, auch Petrus Vesconte,  (* in Genua, Lebensdaten unbekannt)  war  ein italienischer   Kartograf und Geograf.
Nachgewiesen ist seine Tätigkeit in Venedig zwischen 1310 und 1330. Er gilt als Pionier der Portolankarten und hatte maßgeblichen  Einfluss auf die  Kartografie des 14. und 15. Jahrhunderts in Italien und Spanien.  Wahrscheinlich war er der erste,  der seine Karten regelmäßig datiert und signiert hat. Seine Portolankarte von 1311 ist die älteste erhaltene,  signierte und datierte Seekarte des europäischen Mittelalters.
Obwohl er von Geburt aus Genueser war, wurden die meisten seiner Karten in Venedig gezeichnet und ausgefertigt. Erhalten sind noch insgesamt sieben Karten aus seiner Werkstatt. Seine Seekarten vom Mittelmeer und vom Schwarzen Meer bis zum Asowschen Meer sind die frühesten Dokumente, die die Küstenlinien exakt wiedergeben, während die Karten nordeuropäischer Länder summarischer gezeichnet sind. Marino Sanudos Liber secretorum fidelium crucis enthält seine Weltkarte (Mappa mundi), sowie  Karten des Schwarzen Meers, des Mittelmeers, der Küste Westeuropas und u. a. Stadtpläne von Jerusalem, Akkar, Antiochien und vom Krak des Chevaliers.
Die Karten sind auf Pergament gezeichnet, Landmassen werden weiß, Meere, Flüsse und Seen grün und Berge braun dargestellt. Die großen Städte sind durch Kronen symbolisiert, farbige Fähnchen markieren auf einigen Karten den jeweiligen Territorialherren.
Nach ihm benannt ist der Vesconte Point, ein Kap in der Antarktis.

## Ausgaben
- Pietro Vesconte – Seekarten. Edition Georg Popp, Würzburg 1978. 46 Textseiten u. 10 Tafeln.